# 下諏訪青塚古墳
下諏訪青塚古墳（日语：／ Shimosuwaaodukakofun）是位於日本長野縣諏訪郡下諏訪町青塚的一座前方後圓墳，為長野縣指定史跡，乃諏訪地域唯一一座前方後圓墳。

## 概要
古墳位於諏訪湖北部的下諏訪地域，向西面突出的丘陵部分的頂端，與諏訪大社下社秋宮極為接近，古墳的範圍亦屬諏訪大社所有。
古墳朝向西北偏北，屬於末期形態的前方後圓墳。古墳的東面部分由於周遭的開發而有部分受損，中間細部的西面則建有諏訪大社的境外社青塚社。另外，在古墳出土了圓筒埴輪，這是諏訪地域中唯一一處出土了埴輪的古墳，儘管江戶時代的史料顯示曾經出土過武人埴輪後重新放回原位埋掉，但是調查中未能發現。
墓室形態為橫穴式石室，開口部份位處於後圓部份西面的中間細部附近，水平面約5米高處，由天然的安山岩堆砌而成，石室全長為5.5米，雖然羨道已經被破壞，但推測為兩袖式石室。石室出土的文物則大多不為人所知。
根據古墳和石室的形態和出土的埴輪推算，建造時期應為飛鳥時代末期至奈良時代（7世紀後期至8世紀）或古墳時代後期（6世紀後期），並且可能與諏訪大社下社的祭祀氏族金刺氏或分佈於天龍川沿岸的前方後圓墳有關。
1965年，古墳範圍成為長野縣指定史跡。

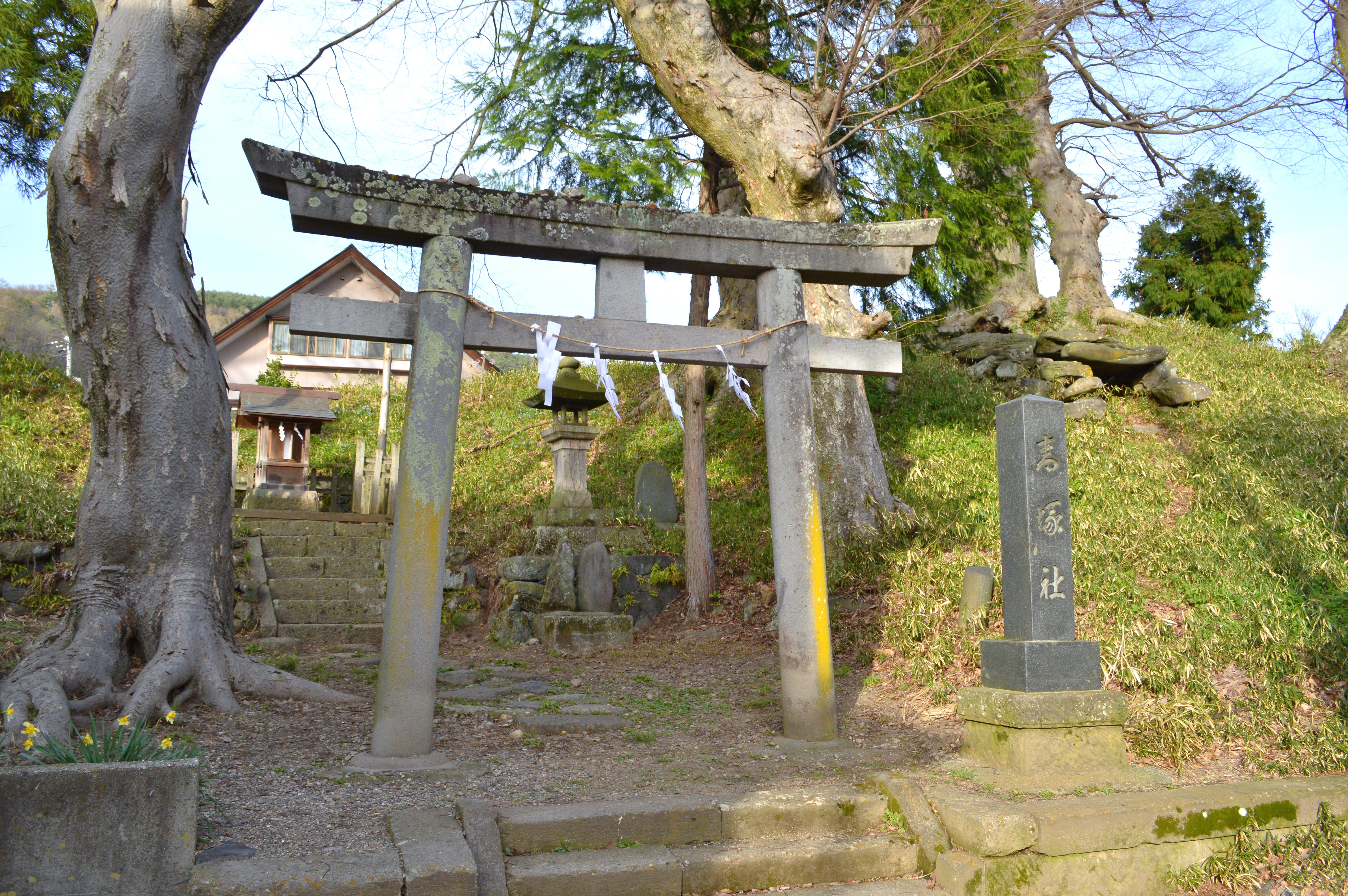
左方是中間細部處的青塚社，右上是後圓部份的石室
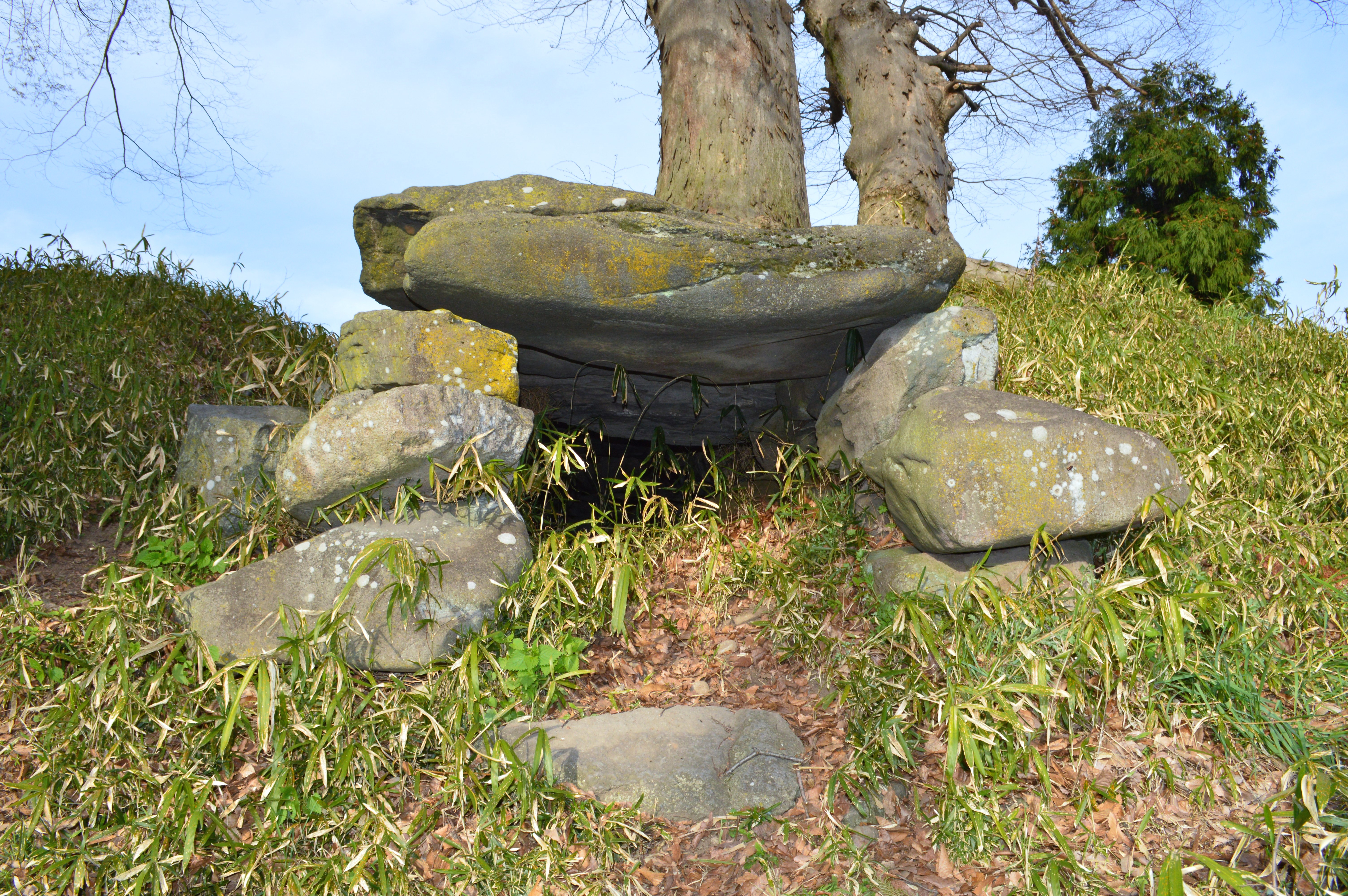
石室開口部份

## 規模
- 墳丘長度：57米[4]
- 後圓部
  - 直徑：34米（推算後重建）
  - 高度：8.1米
- 前方部
  - 闊度：40米（推算後重建）
  - 高度：8米

古墳說明板則記載為主軸長67米、後圓部份直徑33.4米和前方部份闊42.8米。

## 文化財

### 長野県指定文化財
- 史跡
  - 下諏訪青塚古墳 - 1965年2月25日指定。

## 外部連結
- 下諏訪青塚古墳（页面存档备份，存于）
- 青塚古墳